# 全慧彬
全慧彬（1983年9月27日—），韓國女演員，擅長舞蹈，因出色的舞蹈實力而獲得了“24轉”的綽號，意為“可以24小時不停地轉動”，更是《叢林的法則》中最強女成員，被稱為“最強女戰士”。

## 演藝生涯
2002年與趙銀星、吳連序以女子三人組合LUV成員的身份出道，出道專輯名為《Story》，主打歌曲〈Orange Girl〉。
2005年，憑藉在青春喜劇電影《夢精記2》中扮演的俠義可愛的方秀妍走紅韓國娛樂圈。也擔任SBS王牌綜藝節目《情書》第二季度的固定嘉賓，以性感的舞姿和節目中出色的表現贏得了眾多粉絲。
此外，還於2005年下半年發行首張個人專輯《In My Fantasy》，主打歌《2 AM》，出眾的舞蹈實力使她成功躋身韓國一流Dance歌手的行列，因此受到很多歌迷的喜愛，在韓國軍隊中亦有很多粉絲。但與此同時，由於多次在綜藝節目中和一些人氣男星合作，並且由於友情出演H.O.T.成員張佑赫的〈Flip Reverse〉MV而與他傳出緋聞，因此在網路上遭到一部分極端网民的攻擊。
2006年初在電影拍攝中發生意外事故，導致臉部嚴重受傷，演藝生涯中斷，並且不得不接受整形手術，但復出後因勇敢承認接受整形手術的事實而受到很多韓國民眾的支持和鼓勵。2006年9月複出後成為KBS2王牌娛樂節目《女傑6》六名女MC中的一員。
2007年初與韓佳人、金楨勳、在喜等韓劇前輩共同主演SBS電視劇《魔女由熙》。全慧彬所飾演的溫柔美麗的職業女性南勝美一角贏得了眾多韓國觀眾的一致好評。
2007年下半年至2008年初，全慧彬在SBS的大河劇《王與我》中飾演天資聰穎，生性冷酷的內侍養女雪瑩。劇初，雪瑩以聾啞女的形象登場，但在該劇中後期開始逐漸暴露出野心。全慧彬也憑著雪瑩一角正式轉型成演員，其優秀的演技獲得了業內外一致好評。
2008年出演SBS金曜剧《神的天秤》，扮演韩国最大的律师事务所‘神明’的老板卢柱明的女儿卢世罗，并陷入无法阻挡的狂风般的悲伤爱情之中。

## 個人生活
2019年12月7日全慧彬與圈外男友於峇里島舉行婚禮。2022年4月7日，在個人Instagram帳號宣布懷孕13週，並於同年9月底產下一子。

## 演出作品

### 電視劇
- 2003年：MBC《男生女生向前走3》飾演 慧彬
- 2003年：MBC《我人生的豆莢》
- 2003年：KBS《尚道呀，上學去》飾演 尹熙瑞
- 2004年：MBC《奇蹟》
- 2005年：SBS《只有你》飾演 車秀在
- 2007年：SBS《魔女由熙》飾演 南承美/鄭承美
- 2007年：SBS《王與我》飾演 雪瑩
- 2008年：SBS《On Air》飾演 全慧彬（客串）
- 2008年：KBS《我被你迷住了》（客串）
- 2008年：SBS《神的天秤》飾演 盧世羅
- 2009年：KBS《不能结婚的男人》（第3、6、7、8集客串）
- 2009年：tvN《狎鷗亭日记》（未播）
- 2009年：KBS《2009傳說的故鄉－九尾狐》飾演 九尾狐
- 2010年：OCN《夜叉》饰演 郑妍
- 2011年：SBS《我的愛在我身邊》飾演 趙勻貞
- 2011年：JTBC《仁粹大妃》飾演 废妃尹氏
- 2013年：KBS《職場之神》飾演 琴嬪娜
- 2014年：KBS《Drama Special－咖哩的味道》飾演 韓宥美
- 2014年：KBS《朝鮮槍手》飾演 崔惠媛
- 2015年：KBS《Healer》飾演 金在允
- 2016年：tvN《又，吳海英》飾演 吳海英
- 2016年：KBS2《Drama Special－面馆女人》饰演 美真
- 2016年：MBC《拖旅行箱的女人》飾演 朴惠珠
- 2017年：SBS《操作》飾演 吳幼慶
- 2018年：OCN《火星生活》飾演 鄭書賢（特別演出）
- 2018年：JTBC《Beauty Inside》飾演 韓世界（特別演出）
- 2019年：KBS《為何那樣，奉尚先生》飾演 李靜尚
- 2019年：TV朝鮮《Leverage：詐騙操作團》飾演 黃秀京
- 2020年：tvN《Oh My Baby》飾演 姜孝珠（特別演出）
- 2021年：KBS《Okay！光姐妹》飾演 李光植
- 2022年: Disney+ 《第六感之吻》飾演 愛釣魚同好會會員（特別演出）
- 2025年: JTBC《夢想成為律師的律師們》飾演 許敏貞（主演）

### 反转剧
- 050522《爱的天使》
- 050828《还生缘》
- 050918《刀的眼泪》
- 051002 ,051009《初恋》（上，下）
- 051016《守护妈妈》
- 051023《铁头王》
- 051030《你是我的命运》
- 051106《地狱使者的爱情》
- 051113《圈套》
- 051120《王者不败》
- 051127《厮守派出所Ⅰ》（又译：“死守警察局”）
- 051204《危险的学生》
- 051225《爱情圣诞节》

### 電影
- 2004年：《靈》（Dead Friend）
- 2004年：手机电影《五颗星星》
- 2005年：《夢精記2》（Wet Dreams 2）
- 2016年：《我們戀愛的履歷》
- 2016年：《Luck Key》
- 2018年：《人魚傳說》
- 2019年：《加油，李先生（朝鲜语：힘을 내요, 미스터 리）》飾演 恩熙
- 待定：《十九，三十九》

### MV
- 2005年：Norazo《Happy Song》
- 2005年：張佑赫《Flip Reverse》
- 2007年：Brian《活在冬季裏的一年》
- 2008年：MC the Max《棘魚》
- 2008年：MC the Max《So Sick》
- 2009年：Someday《你知道嗎？》（《流星花園》OST）
- 2009年：Someday《不像个男人》

## 書籍
- 2011年：全慧彬的傲人身材 (Heaven's stylish body)

## 音樂作品

### 專輯
- 2002年：LUV 1輯《Story》，主打歌《Orange Girl》

1. I Still Believe In You
2. Orange Girl
3. 이뻐졌음 좋겠어요 Beautiful Girl
4. Bye Bye
5. Blue
6. Little Baby
7. Down Down Down
8. 약속 Promise
9. All Right
10. Tears
11. For U
12. I Still Believe In You (Remix Ver.)
13. Luv Story
14. LUV Theme

- 2005年：Solo 1輯《In My Fantasy》，主打歌：《2 AM》

1. Bin-Go
2. 2 am
3. Why
4. 반지
5. 달을 삼킨 밤
6. Mr.Crazy
7. Pinky
8. See Ya Latae
9. Back Of Mind
10. Club
11. 2 am(MR)

### 單曲
- 2003年：Solo單曲《Love Somebody》

1. Love Somebody
2. 唇 입술

- 2003年：夢精記二 OST – 一夜的夢 하룻밤의 꿈
- 2005年：聖誕合輯

Merry Christmas I Love You Happy New Year All My Heart
- 2006年：《魔女遊戲》插曲 ，IF

## 外部連結
- 全慧彬的Instagram帳戶
- 全慧彬的X（前Twitter）
- 全慧彬CYworld[] 